# Leiophron malata
Leiophron malata är en stekelart som först beskrevs av Loan 1976.  Leiophron malata ingår i släktet Leiophron och familjen bracksteklar. Inga underarter finns listade i Catalogue of Life.